# Гарнаовіт
Гарнаовіт (вірм. Գառնահովիտ) — село в марзі Арагацотн, на заході Вірменії. Село розташоване за 19 км на північ від міста Талін, за 2 км на північ від села Зовасар та за 5 км на південний схід від села Сарнахпюр сусіднього марзу Ширак. В селі розташована церква VII століття.
| Рік  | Чисельність | Чисельність |
| ---- | ----------- | ----------- |
| 1831 | 70          | [ 1 ]       |
| 1897 | 669         | [ 1 ]       |
| 1926 | 636         | [ 1 ]       |

| Рік  | Чисельність | Чисельність |
| ---- | ----------- | ----------- |
| 1939 | 916         | [ 1 ]       |
| 1959 | 637         | [ 1 ]       |
| 1970 | 692         | [ 1 ]       |

| Рік  | Чисельність | Чисельність |
| ---- | ----------- | ----------- |
| 1979 | 503         | [ 1 ]       |
| 2001 | 440         | [ 1 ]       |
| 2011 | 391         | [ 2 ]       |

| Рік  | Чисельність | Чисельність |
| ---- | ----------- | ----------- |
| 1831 | 70          | [ 1 ]       |
| 1897 | 669         | [ 1 ]       |
| 1926 | 636         | [ 1 ]       |

| Рік  | Чисельність | Чисельність |
| ---- | ----------- | ----------- |
| 1939 | 916         | [ 1 ]       |
| 1959 | 637         | [ 1 ]       |
| 1970 | 692         | [ 1 ]       |

| Рік  | Чисельність | Чисельність |
| ---- | ----------- | ----------- |
| 1979 | 503         | [ 1 ]       |
| 2001 | 440         | [ 1 ]       |
| 2011 | 391         | [ 2 ]       |